# Sattelmühle (Wilhelmsthal)
Sattelmühle (früher auch Zigeunermühle genannt) ist ein Gemeindeteil der Gemeinde Wilhelmsthal im Landkreis Kronach (Oberfranken, Bayern).

## Geographie
Die Einöde liegt in dem tief eingeschnittenen Tal der in Richtung Süden fließenden Kremnitz. Im Westen befindet sich eine namenlose, bewaldete Anhöhe (542 m ü. NHN) und im Osten befindet sich die Bornhöhe (602 m ü. NHN), die teilweise bewaldet ist. Ein Wirtschaftsweg führt zu einer Gemeindeverbindungsstraße, die nach Gifting zur Kreisstraße KC 3 verläuft (0,9 km südwestlich).

## Geschichte
Gegen Ende des 18. Jahrhunderts wurde die Sattelmühle als Schneidmühle betrieben. Das Hochgericht übte das bambergische Centamt Kronach aus. Die Grundherrschaft hatte das Kastenamt Kronach.
Mit dem Gemeindeedikt wurde Sattelmühle dem 1808 gebildeten Steuerdistrikt Posseck und der 1818 gebildeten Ruralgemeinde Gifting zugewiesen. Am 1. Juni 1977 wurde Sattelmühle im Zuge der Gebietsreform in Bayern in die Gemeinde Steinberg eingegliedert, die ihrerseits am 1. Mai 1978 in die Gemeinde Wilhelmsthal eingegliedert wurde.

### Einwohnerentwicklung
| Jahr      | 001818 | 001861 | 001871 | 001885 | 001900 | 001925 | 001950 | 001961 | 001970 | 001987 |
| Einwohner |        | 4      | 4      | 4      | 2      | 6      | 3      | 3      | 3      | 1      |
| Häuser    | 1      |        |        | 1      | 1      | 1      | 1      | 1      |        | 1      |
| Quelle    | [ 6 ]  | [ 2 ]  | [ 8 ]  | [ 9 ]  | [ 10 ] | [ 11 ] | [ 12 ] | [ 13 ] | [ 14 ] | [ 1 ]  |

## Religion
Der Ort ist römisch-katholisch geprägt und nach St. Johannes der Evangelist (Posseck) gepfarrt.